# Българско училище „Иван Вазов“ (Загреб)
Българското училище „Иван Вазов“ (на хърватски: Bugarska škola „Ivan Vazov“) е училище на българската общност в град Загреб, Хърватия. Създадено е през 2019 г. През учебната 2024 – 2025 г. в него се обучават над 40 ученици. Директор на училището е Иглика Касабова.

## История
Създадено е през 2019 г. с подкрепата на Хърватско-българското дружество и е подпомагано от Министерството на образованието и науката на Република България с желанието българските деца в Хърватия, Словения и Босна и Херцеговина да изучават и съхраняват българската писменост, история, култура и традиции.